# Болид (возило)
Болид је возило са точковима изван каросерије самог возила и обично са само једним седиштем. Болиди су супротност са обичним аутомобилима, спортским аутомобилима и другим сличним возилима, који имају точкове испод каросерије или унутар блатобрана . Болиди су обично направљени да се користе на тркама али могу и да се користе у јавном саобраћају али су ретки јер су непрактични за свакодневну употребу.

## Историја
Амерички возач тркачких аутомобила и конструктор Реј Харон био је пионирао концепт лаког тркачког аутомобила са једним седом и отвореним точковима „монопосто“. Након што је радио као механичар у аутомобилској индустрији, Харон је почео да се такмичи у професионалним тркама 1906. године, освојивши ААА национално првенство 1910. године. Затим га је ангажовала компанија Мармон мотор кар компани као главног инжењера, задуженог за израду тркачког аутомобила намењеног за трку на првом Индијанаполису 500, на којем је он победио. Развио је револуционарни концепт који ће постати зачетник и праотац дизајна тркачких аутомобила са једним седом (тј. монопосто). Неки су такође заслужни за Харуна као пионира у ретровизору који се појавио на његовом аутомобилу који је освојио Индијанаполис 500 из 1911. године, иако је он сам тврдио да је добио идеју када је видео огледало коришћено у сличну сврху на возилу са коњском вучом 1904. године.
Пре Другог светског рата, улични аутомобили су углавном имали точкове који су вирили изван каросерије, иако су обично били прекривени блатобранима да би заштитили каросерију аутомобила и остатак саобраћаја од воде и блата. Са појавом једноделне носеће конструкције возила, жељом да се максимизира унутрашњи простор, побољшању аеродинамике и стилским трендовима ере инспирисаним авионима, до краја 1950-их, већина нових возила која се могу регистровати на путевима имала је точкове који су били испод главное каросерије аутомобила, а самим тим и дизајн се отвореним точковима постао је скоро искључиво асоциран са тркачким возилима.
Болиди Формуле 1 су скоро искључиво користили дизајн са отвореним точковим током историје шампионата. Једини битнији изузетак била је варијанта каросерије „Монца“  Мерцедес-Бенц В196 из 1954–55. године, чија је каросерија из аеродинамичких разлога прекривала точкове. Модерни прописи Формуле 1 налажу конфигурацију са отвореним точковима.

## Дизајн
Типичан болид има мали кокпит, довољан само за једног возача, са главом изложеном ваздуху. У Велен модифајд турзу и другим модификованим серијама на кратким стазама, глава возача је у самом возилу. У модерним аутомобилима, мотор се често налази директно иза возача и покреће задње точкове; осим код аутомобилима у тркама модофикованих серијских аутомобила, као што је Велен модифајс турз, где је се мотор налази испред возача. У зависности од правила класе, многи типови болуда имају крила на предњем и задњем делу возила, као и веома ниску и практично равну подлогу која помаже да се постигне додатна аеродинамичка сила потиска која гура возило доле. Док многе друге категорије тркачких аутомобила производе потисну силу, врхунске категорије тркачких болида (посебно и Формули један и Индикар ) производе много јаче силе притиска у односу на своју масу од било које друге тркачке категорије, омогућавајући много веће брзине при кривинама на упоредивим стазама.
Неке велике трке, као што су Велика награда Сингапура, Велика награда Монака (одобрене од стране Формуле 1) и Велика награда на Лонг Бичу (одобрене од стране Индикара), одржавају се на привременим уличним стазама . Међутим, већина трка на отвореним точковима је на наменским друмским стазама, као што су Ваткинс Глен у САД, Нирбургринг у Немачкој, Спа-Франкоршамп у Белгији и Силверстоне у Великој Британији. У Сједињеним Државама, неки врхунски догађаји са отвореним точковима одржавају се на овалним, како на кратким стазама тако и на суперспеедваи-у, са нагласком више на брзини и издржљивости него на управљивости која је потребна за догађаје на путу и уличним стазама. Велен модифајд тур је једина трика болида коју подржава Наскар . Ова серија се такмичи на већини Наскарових најпознатијих стаза у Сједињеним Државама. Друге серије модификоване на асфалту тркају се на кратким стазама у Сједињеним Државама и Канади, као што је Вајоминг Каунти интернашнал спидвеј у Њујорку. Најпосећенија овална трка на свету је годишња Индијанаполис 500 (Инди 500) у Спидвеј, Индијана, коју је одобрио Индикар; у Сједињеним Државама је прилично уобичајено да се аутомобили са отвореним точковима називају Индикарс, због њиховог препознатљивог изгледа и широке популарности широм Америке на Инди 500. У поређењу са тркачким аутомобилима са покривеним точковима, аутомобили са отвореним точковима омогућавају прецизније постављање предњих точкова на стази, јер су гуме јасно видљиве возачу. Ово омогућава да се максимални потенцијал аутомобила постигне током скретања и проласка. Штавише, аутомобили са отвореним точковима су мање толерантни на контакт возила са возилом, што обично доводи до оштећења возила и повлачења, док се одређени ниво контакта очекује у тркама са покривеним точковима, као на пример у Наскару. Возачи болида морају бити изузетно прецизни да би избегли контакт.
Прописи имају тенденцију да дозвољавају много мање тежине болида него у категоријама које више личе на возила дозвољена на улици, као што су спортски, туристички и серијски аутомобили. На пример, болид Формуле 1 мора да тежи најмање 798 kg; минимална тежина за Наскар је 1500 kg.

## Вожња
Трке болда су међу најбржим на свету. Болиди Формуле 1 могу да достигну брзину већу од 320 km/h. На Аутодрому Национале ди Монца, Антонио Пицони из БМВ Вилиамс Ф1 тима забележи је највећу брзину од 369,9 km/h (преко 102 m/s) на Великој награди Италије 2004. Од краја V10 ере 2006. године, нису се достизале тако велике брзине, а каснија возила су достизала око 360 km/h. Тешко је дати прецизне бројке за апсолутне максималне брзине болида Формуле 1 јер тимови углавном не објављују податке. Брзиномери на брзим стазама као што је Монца дају добру индикацију, али нису нужно лоциране на месту на стази где аутомобил креће најбрже. БАР Хонда тим забележио је просечну максималну брзину од 400 km/h 2006. у Солт Флатс Бонневилле, са незваничном максималном брзином која је достигла 413 km/h користећи њихов модификовани болид БАР 007 Формуле 1. Брзине на овалима могу бити у сталном распону од 340–350 km/h, а у Индијанаполису преко 370 km/h . 2000. Гил де Феран је поставио квалификациони рекорд у једном кругу од 388,54 km/h на Цалифорнија спидвеју. Чак и на уским неовалним уличним стазама као што је Велика награда Торонта, Инди аутомобили са отвореним точковима постижу брзину од 310 km/h.
Без обзира на максималну брзину, болиди Формуле 1 држе директан рекорд круга на стазама на којима се тркају због своје комбинације највеће брзине, убрзања и способности у кривинама. На пример, на стази у Монци најбржи круг на Великој награди 2021. (Даниjел Рикардо 1:24,812) је више од шест секунди по кругу бржи од најбржег тркачког аутомобила са затвореним точковима, ЛМП1 спортског аутомобила и више од 20 секунди по кругу. круг брже од рекорда круга ДТМ тоуринг аутомобила.
Вожња болида се битно разликује од вожње обичних аутомобила са блатобранима. Практично сви возачи Формуле 1 и Индикара проводе неко време у различитим категоријама трка болида пре него што се придруже било којој врхунској серији. Возила са отвореним точковима, због своје мале тежине, аеродинамичности и снажним мотора, често се сматрају најбржим тркачким возилима доступним и међу најизазовнијим за савладавање. Контакт точка са точком је опасан, посебно када предња ивица једне гуме додирује задњи део друге гуме: пошто се точкови крећу у супротним смеровима (један нагоре, један надоле) на месту контакта, оба точка врло брзо успоравају и моменат силе се преноси на шасије оба аутомобила и често изазива изненадног и снажног бацање једног или оба возила нагоре (задњи аутомобил има тенденцију да се нагне напред, а предњи аутомобил има тенденцију да се нагне уназад.) Пример овога је несрећа Рајана Брисоа и Алекс Барон у Чикагу 2005.

## Предности
Мања тежина болида омогућава боље перформансе. Док излагање точкова струји ваздуха изазива веома висок аеродинамички отпор при великим брзинама, што омогућава боље хлађење кочница, што је важно на путевима са њиховим честим променама темпа.

## Галерија
- Катерхам отворени спортски аутомобил на точковима, изведен из Лотуса 7
- Електрични болид Формуле Е (Спарк СРТ05е) за ХВА Рејслаб
- 2023 Ред Бул Рејсинг РБ19, возиМакс Верстапен
- 1994 Пенски Инди кар
- Ариел Атом болид из Велике Британије
- КТМ Кс-Бов
- Болид на кратким стазама
- Спринт аутомобили
- Картинг Барлоти: јефтин болид
- Најџел Менсел у колима ЦАРТ на курсу спортских аутомобила у Охају, 1993.